# Női 100 méteres hátúszás a 2017-es úszó-világbajnokságon
A 2017-es úszó-világbajnokságon a női 100 méteres hátúszás versenyszámának döntőjét Budapesten rendezték, a Duna Arénában. A győztes a kanadai Kylie Masse lett.